# Křešický potok
Křešický potok pramení mezi obcemi Jezero a Bořeňovice v okrese Benešov v nadmořské výšce 485 m. Nedaleko vsi Malovidy se pak vlévá zleva do Sázavy na jejím 71,9 říčním kilometru v nadmořské výšce 298 m. Protéká poblíž řady obcí a vlévá se do něj několik menších a větších potoků. Délka jeho toku činí 18,2 km. Plocha povodí měří 56,0 km².

## Etymologie
Jeho název pochází z vesnice, kterou protéká – Křešice.

## Průběh toku
Křešický potok pramení v lese nedaleko silnice č. 111 spojující Bystřici, Struhařov, Divišov a Český Šternberk. Prameniště se nachází jihovýchodně od vsi Jezero a severně od obce Bořeňovice. Potok se dále ubírá k severu, kde je na něm založeno několik větších a menších rybníků. Jedná se o Havraš, Jezerský rybník, Stržínek, Velký rybník, Ocásek a Radvan, jehož hráz je již tvořena silnicí vedoucí z Čeňovic do Jezera a Střížkova.

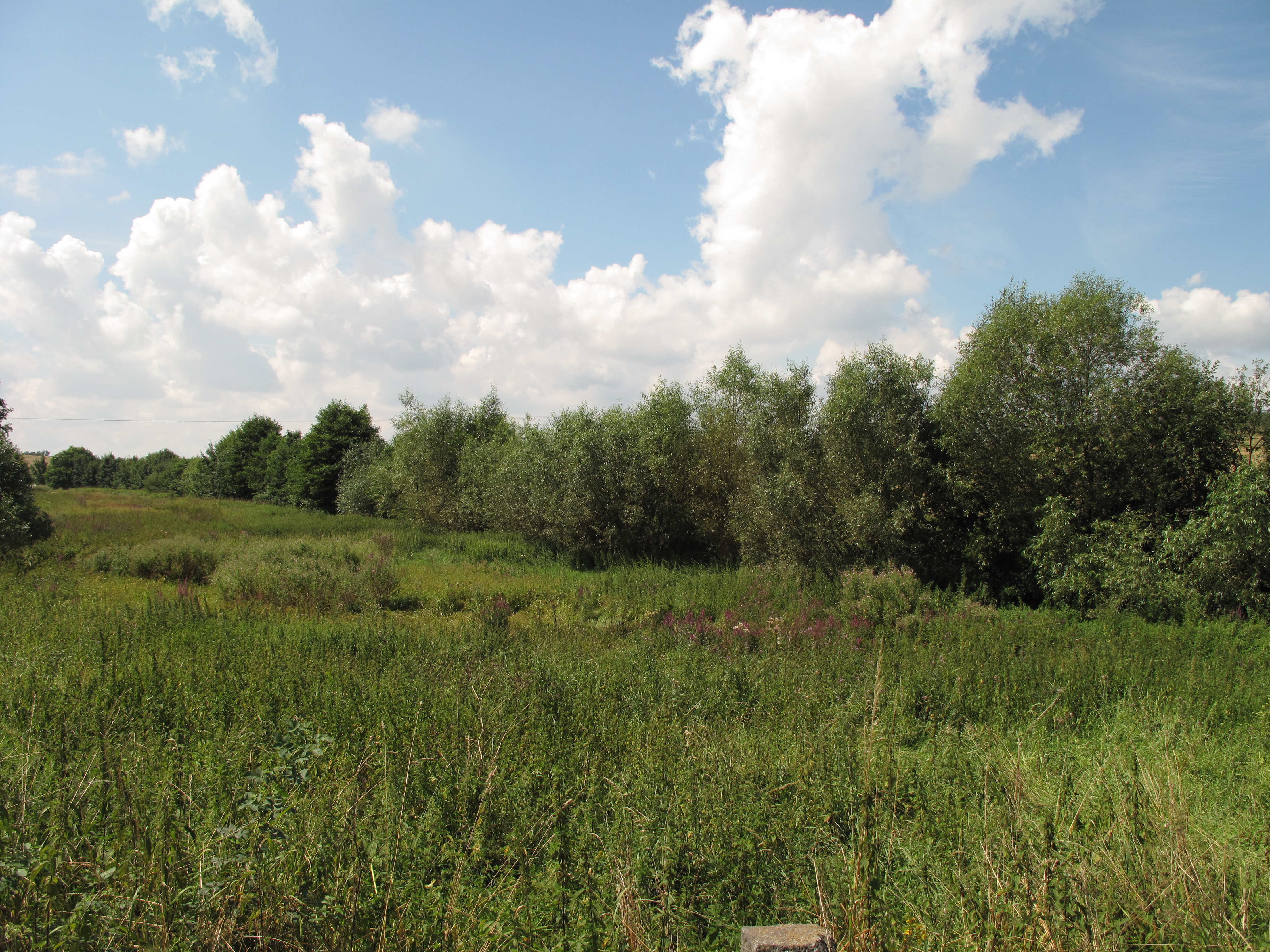
Porost obklopující Křešický potok severně u Čeňovic

Dále potok nabírá východní směr a otáčí se kolem vesnice Čeňovice. Zde protéká lokalitou kde stával Čeňovický mlýn a jsou zde ještě pozůstatky náhonu, mlýn zde však již není a budovy po něm zbylé, jsou používány k jiným účelům. Kousek pod bývalým mlýnem přitéká celkem vydatný avšak krátký potůček zleva a o kus dál delší potok pramenící v Čeňovicích.
Dále potok pokračuje na východ ve směru vrcholu Vijanka a severně od vsi Humenec se do něj vlévá potok Humenec. Pod Vijankou se nachází Smilovský rybník, který je sycen Křešickým potokem a jiným potokem přitékajícím od Teplýšovic. Ze Smilovského rybníka pokračuje potok na sever a potom u obce Vlkov se ohýbá opět na východ. Zde se do něj vlévají další dva menší potoky. Jeden zleva pramenící nad Vlkovem a druhý zprava. V této části před Křešicemi se nachází louky a potok je lemován vysokými stromy.
V Křešicích je napájen dalším potokem od jihu a sám napájí Křešický rybník. Je zde zahrazen, takže voda může natékat do rybníka. Za Křešicemi v lokalitě Křešický mlýn jsou to další dva potoky. Celkem krátký Dalovský potok zprava a Čakovický potok tekoucí zleva od Čakovic. 
Zahloubeným údolím pokračuje dále severovýchodně až k obci Třemošnice, kde se do něj zleva z Mariánského údolí vlévá Ostředský potok tekoucí z Ostředka. Východně od Třemošnice podtéká pod mostem dálnici D1 a těsně za ní se do něj zprava vlévá potok Pijavka sbírající v několika větvích vody v místních lesích. Potok dále pokračuje zahloubeným údolím obklopen loukami a po obou úbočích lesy. V okolí se nacházejí dva dětské tábory a NS Drahňovická mokřadla, kde obec Drahňovice zbudovala několik tůní. Kousek odsud pak začíná zpevněná cesta kopírující tok potoka až do soutoku se Sázavou v Poříčku u Českého Šternberka.

## Vodní režim
Průměrný průtok u ústí činí 0,27 m³/s.
M-denní průtoky u ústí:
| M [dní]  | Q30  | Q60  | Q90  | Q120 | Q150 | Q180 | Q210 | Q240 | Q270 | Q300 | Q330 | Q355 | Q364 |
| -------- | ---- | ---- | ---- | ---- | ---- | ---- | ---- | ---- | ---- | ---- | ---- | ---- | ---- |
| Q [m³/s] | 0,60 | 0,42 | 0,33 | 0,27 | 0,22 | 0,19 | 0,16 | 0,13 | 0,11 | 0,09 | 0,06 | 0,04 | 0,02 |